# Kostel svatého Michaela archanděla (Skryje u Rakovníka)
První zmínky o obci Skryje jsou z přelomu 12. a 13. století. V listině papeže Řehoře IX. je uváděna jako majetek benediktinského kláštera v Kladrubech také ves Skryje, v latinském originále "Scringe".
Kostel svatého Michaela archanděla je doložen od poloviny 14. století, ale zasvěcení sv. archandělu Michaelu ukazuje na jeho velmi starý původ - první konstrukce kostela byla dřevěná. Původní dřevěný kostel byl vypálen švédskými vojsky koncem Třicetileté války. Na počátku 18. století, roku 1713, byl kostel přestaven do své současné barokní podoby.
Kostelní loď má vnitřní výšku 7,5 m, na délku měří 15 m, na šířku 10,7 m. Loď má rovný strop a dva vchody - z jižní a západní strany. Z východní (kratší) strany na loď navazuje presbytář, k němu je pak na severní straně přistavěna sakristie. Nad západním průčelím s portálem a obloukovou římsou stojí nízká čtyřboká věž s atikou po obou stranách.